# Maria Pereira (Schriftstellerin)

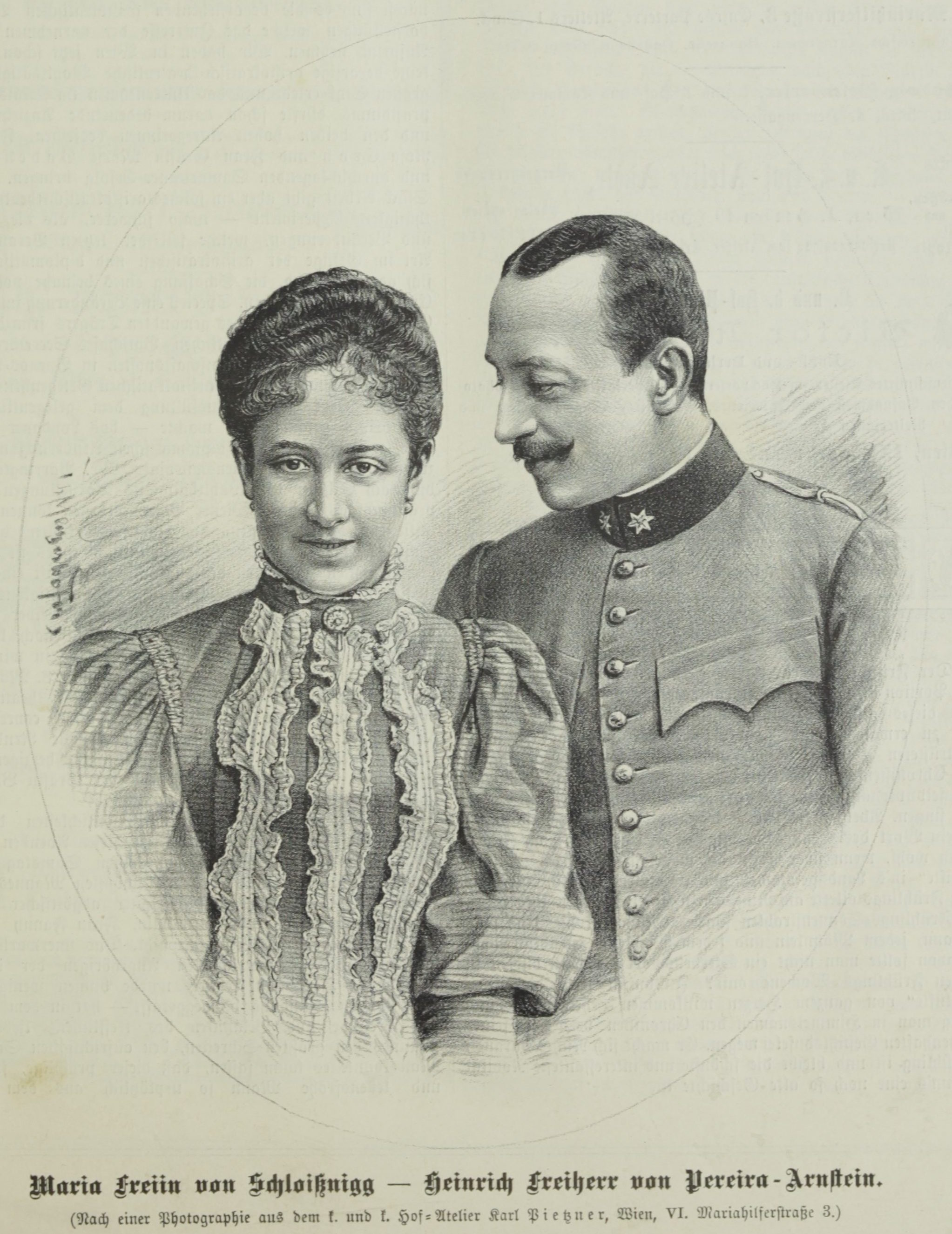
Maria Pereira mit ihrem Ehemann Heinrich (1896)

Maria Pereira, Pseudonym P. Myriam (* 23. Juni 1876 in Ebergassing als Maria Augusta Johanna Freiin von Schloißnigg; † 1. Oktober 1916 in Allentsteig) war eine österreichische Schriftstellerin.

## Leben
Pereira wurde als Tochter des Besitzers von Schloss Ebergassing geboren. 1896 heiratete sie Heinrich von Pereira-Arnstein (1868–1912). Sie starb 1916 auf Schloss Allentsteig an der Lungentuberkulose und wurde in der Familiengruft (Pereiragruft) unter der Pfarrkirche Allentsteig bestattet.
Sie verfasste Romane, Erzählungen und Novellen. Ihre Werke behandeln „Themen der Heimat“, spielen aber auch „teilweise in Galizien in Militärkreisen“. Die zeitgenössische Kritik sah in ihrem Werk zwar eine „Lektüre für die Sommerszeit“, hob jedoch hervor, dass menschliches Leid nicht ausgespart werde.

## Werke
- Die schwarze Marie von Ferleiten. Konegen, Wien 1908.
- Der Herrgottshof. Singer, Straßburg 1910.
- Herbstphantasien. 1912.